# Krzywa dochodowości

Krzywa dochodowości lokaty dla różnych kapitałów

Krzywa dochodowości (ang. yield curve) – graficzna ilustracja zależności pomiędzy wysokością oprocentowania depozytu lub pożyczki a terminem jej zapadalności dla danej transakcji (np. obligacji z danej transzy) i w określonej walucie. 
Zazwyczaj wysokość oprocentowania rośnie wraz z długością okresu (krzywa dochodowości jest rosnąca).
Przebieg krzywej dochodowości może być wyjaśniony:
- teorią oczekiwań,
- teorią segmentacji rynku,
- teorią preferencji płynności,
- teorią preferowanego habitatu.

Struktura stóp procentowych zmienia się w czasie, co oznacza zmiany kształtu i położenia krzywej dochodowości. W praktyce występują następujące trzy rodzaje zmian:
- przesunięcie (shift) – wszystkie rodzaje stóp procentowych (krótkoterminowe, średnioterminowe i długoterminowe) wzrastają lub spadają w przybliżeniu o tę samą wielkość,
- zmiana nachylenia (twist) – wektory zmian poszczególnych stóp procentowych mają różna długość. Jedną spośród czterech możliwych zmian jest m.in. następująca: stopy krótkoterminowe rosną więcej niż stopy średnioterminowe, a te ostatnie rosną o więcej niż długoterminowe,
- zmiana krzywizny (butterfly) – wektory zamian dwu rodzajów stóp procentowych mają taką samą długość, ale różną od długości zmiany trzeciego rodzaju stóp procentowych. Spośród czterech możliwych zmian można wskazań następującą: stopy krótkoterminowe i długoterminowe rosną więcej (ale w przybliżeniu o tyle samo) niż stopy średnioterminowe.